# In Search of Mona Lisa
In Search of Mona Lisa je EP ameriške rock zasedbe Santana, ki je izšel 25. januarja 2019 pri založbi Concord Records.
Videospot prvega singla z EP-ja, »Do You Remember Me«, je izšel 24. januarja 2019.
EP je izšel kot preambula novemu albumu skupine, ki ga bo produciral Rick Rubin, po napovedih pa bo izšel sredi leta 2019.

## Izvori
Naslov albuma izvira iz globoke osebne izkušnje Carlosa Santane, ko je prvič obiskal Muzej Louvre in videl da Vincijevo mojstrovino s svojimi očmi. Santana je v reviji Rolling Stone dejal, da čeprav je že koncertiral v Parizu v začetku 70. let, ni nikoli obikal Louvra, vse do leta 2016. Ob obisku je pri Mona Lizi opazil linijo, nad katero je bil ves očaran.
Album je opisan kot »dramatične«, kot tudi »fascinanten«, izvira pa iz spominov na sanje, ki jih  je imel Carlos Santana mesece kasneje, ko je si je ogledal ikonsko umetniško delo.

## Seznam skladb
| Št.             | Naslov                          | Pisec                                                       | Dolžina |
| --------------- | ------------------------------- | ----------------------------------------------------------- | ------- |
| 1.              | „Do You Remember Me‟            | Carlos Santana                                              | 9:50    |
| 2.              | „In Search of Mona Lisa‟        | Jeffrey Cohen / Carlos Santana / Narada Michael Walden      | 5:11    |
| 3.              | „Lovers from Another Time‟      | Carlos Santana / Consuelo Velázquez / Narada Michael Walden | 4:46    |
| 4.              | „Do You Remember Me‟ (edit)     | Carlos Santana                                              | 3:30    |
| 5.              | „In Search of Mona Lisa‟ (edit) | Jeffrey Cohen / Carlos Santana / Narada Michael Walden      | 3:52    |
| Skupna dolžina: | Skupna dolžina:                 | Skupna dolžina:                                             | 27:09   |

## Glasbeniki
- Carlos Santana – kitara, vokal
- Narada Michael Walden – bas, bobni, klaviature, vokal
- Tommy Anthony – ritem kitara
- Cindy Blackman Santana – bobni
- Cornell C.C Carter – vokal
- Ron Carter – bas
- Ray Greene – vokal
- David K. Matthews – klaviature
- Karl Perazzo – konge, tolkala, timbales
- Jim Reitzel – ritem kitara
- Benny Rietveld – bas
- Andy Vargas – vokal